# ソルラル
ソルラル（韓: 설날）とは、朝鮮半島（大韓民国・朝鮮民主主義人民共和国）におけるお正月のことを意味する。
ソルラルをソル（설）と略したり, グゾン（구정（旧正）=旧正月）と表現したりもする。旧正月の当日を含めて前後3日間が祝日である。秋夕（チュソク=旧暦のお盆）とともに2大祝日に数えられる。
설(ソル)날(ナル)と書くが、流音化という韓国語文法により날(ナル)を날(ラル)と発音する。

つまり、《 文字の尾が「ㄹ:リウル」＋ 文字の頭が「ㄴ:ニウン」》の場合、文字の頭の「ㄴ:ニウン」を「ㄹ:リウル」と発音する。

## 概要
「ソルラル」という言葉自体は、元旦を意味する韓国語の一般名詞でもある（例えば「日本の元旦」は「日本のソルラル」と表現する）が、特に断りが無い場合は、旧暦における朝鮮半島の元旦（旧正月）を意味する。
李氏朝鮮の旧暦は、宗主国だった中国清朝が使用していた時憲暦なので、ソルラルの日付と中国の春節（旧正月）の日付は一致する。
朴正煕政権時代は旧正月を廃止しようとしたが、国民の抵抗が強く叶わなかった。旧正月が公休日になったのは、その後の全斗煥政権からである。
日本の元旦（正月）と同じく、
- 田舎・実家に帰省する
- 伝統行事を行う
- 伝統料理を食べる
- 伝統遊戯を遊ぶ

といった日として認識・期待されている。秋の秋夕（チュソク）と対になっている。帰省ラッシュで高速国道が渋滞し、公共交通機関も混雑するのが定例となっている。

## 文化・行事
ソルラルに特徴的な文化としては、以下の様なものがある。
- 茶礼（チャレ）
- 韓服
- 雑煮（トックク）

伝統遊戯
- ユンノリ（すごろく）
- チェギチャギ（羽蹴り）
- トゥホ（投壺） - 矢を壺の中に投げ入れる
- ノルティギ（板跳び）
- シルム（韓国相撲）